# Gourmand Awards
Gourmand Awards är en utmärkelse för mat- och dryckesböcker grundad 1995 av Edouard Cointreau. Priset delas årligen ut till  kokböcker inom mat och dryck.
Varje år äger Gourmands prisutdelningar rum vid olika gastronomiska centrum i världen. Vid evenemangen finns personer kopplade till opinionsbildning inom mat och dryck. Hundratals kokboksförläggare, författare, fotografer, kockar och journalister deltar. Diplomater och politiker engagerar sig för sina respektive länder. Det finns totalt 70 kategorier för kokböcker, 25 för dryckeslitteratur och 10 utmärkelser för mat-TV.